# Retschwiller
Retschwiller (deutsch Retschweiler) ist eine französische Gemeinde mit 275 Einwohnern (Stand 1. Januar 2021) im Département Bas-Rhin in der Region Grand Est (bis 2015 Elsass). Sie liegt im Biosphärenreservat Pfälzerwald-Vosges du Nord. Fachwerkhäuser prägen das Ortsbild. Viele der örtlichen Bauten stammen aus dem 18. und dem 19. Jahrhundert.

## Bevölkerungsentwicklung
| Jahr      | 1910 | 1962 | 1968 | 1975 | 1982 | 1990 | 1999 | 2007 | 2017 |
| Einwohner | 271  | 219  | 233  | 231  | 200  | 234  | 253  | 244  | 285  |

## Geschichte
Von 1871 bis zum Ende des Ersten Weltkrieges gehörte Retschweiler als Teil des Reichslandes Elsaß-Lothringen zum Deutschen Reich und war dem Kreis Weißenburg im Bezirk Unterelsaß zugeordnet.

## Sehenswürdigkeiten
- Schul- und Gemeindehaus aus dem 19. Jahrhundert
- Fachwerkhaus zur Bewachung des Weinbaugebietes